# L'amenaça
L'amenaça (títol oroginal en francès La Menace) és una pel·lícula francocanadenca del 1977 dirigida per Alain Corneau i protagonitzada per Yves Montand, Carole Laure i Marie Dubois. Ha estat doblada al català.

## Argument
Henri Savin ha dirigit una empresa de camions per la seva amant, Dominique Montlaur, durant molts anys. Ara té previst deixar-la per Julie Manet, la dona que ha deixat embarassada, i la Dominique està histèrica. Primer amenaça de suïcidar-se, després es presenta a una reunió d'Henri i Julie. La Dominique fa tot el possible per separar Henri i Julie, sense cap resultat. Frustrada pels seus esforços, salta d'un penya-segat i mor. Savin insisteix que ell i Julie menteixin a la policia sobre la trobada, encara que la mort de Dominique va ser un suïcidi i, per tant, no hi van tenir cap relació directa. El detectiu Waldeck investiga la mort de Dominique.

## Repartiment
- Yves Montand - Henri Savin
- Carole Laure - Julie Manet
- Marie Dubois - Dominique Montlaur
- Jean-François Balmer - Waldeck
- Marc Eyraud - Jutge
- Roger Muni - Bruno
- Jacques Rispal - Paco
- Michel Ruhl - Mestre Leverrier
- Gabriel Gascon - Pannequin
- Martin Trévières - Belloc

## Ubicació de la pel·lícula
L'última secció de la pel·lícula es va rodar a Bordeus i la província canadenca de la Columbia Britànica; a la regió de Cariboo, Cypress Mountain i North Vancouver.

## Premis
Marie Dubois va guanyar el César a la millor actriu secundària el 1978.